# Регби на Маврикии
Регби на Маврикии — малоразвитый, но быстрорастущий спорт.
Регби на Маврикии набирало популярность случайно, например, Блантайр RFC из Малави однажды совершил визит в Маврикий. Отвечая на вопрос, касающийся его визита на остров, маврикийский секретарь добавил: «Пожалуйста, привезите свой собственный мяч, мы потеряли наш».

## Руководство
Руководящим органом является Союз регби Маврикия.
Союз регби Маврикия состоит из примерно 600 участников, включая игроков и официальных лиц.

## История
Маврикий — бывшая британская колония, где располагались британские военные в начале двадцатого века. В ходе общего развития в этот период ряд богатых молодых маврикийцев отправились в британские и южноафриканские школы-интернаты, а также участвовали там в спортивных состязаниях.
В 1928 году группа франко-маврикийских игроков создала первый клуб по регби, Додо Клуб. Игра ещё более популяризировалась в 1975 году, при этом создается больше клубов по регби. Однако независимость Маврикия в 1968 году привела к финансовым трудностям для маврикийского регби, и в 1990-х годах была разработана специальная программа развития, чтобы оживить игру должным образом.
С 1928 по 1975 год в регби играли на высшем уровне между различными клубами, например Буффалос, HMS Маврикий, Синие Утки, Додо, ВМС, SMF и Stags.
Кубок мира по регби 1995 года в Южной Африке транслировался по маврикийскому телевидению и получил большое внимание со стороны маврикийцев.
Команда «Mauritius Sevens team» участвует в турнирах Индийского океана вместе с Реюньоном и Мадагаскаром.
Успех в семерках привел к улучшению ситуации в пятнадцати побочных играх, и Маврикий сыграл свой первый матч против Танзании в 2005 году, выиграв со счетом 20-10. Он также выиграл последующие матчи против Руанды, Бурунди и Буркина-Фасо. Его фантастическое начало в международном регби вызвало огромный рост интереса к спорту на Маврикии, и тысячи людей приходили, чтобы увидеть, как играет их команда. Он участвует в южной секции CAR CAREL Beer Trophy, который он неожиданно выигрывает в 2005 году. Однако в обоих турнирах 2006 и 2007 годов надежды страны на победу были разбиты на групповом этапе против Ботсваны, которая выиграла турнир в 2007 году.
Франко-маврикийская группа этнических меньшинств имеет тенденцию доминировать в игре, поскольку регби — гораздо менее популярный вид спорта среди индо-мавркийского большинства. Это привело к некоторым жалобам с их стороны:
«Например, в их сообществе есть несколько спортивных клубов и клубов по регби только для белых, таких как Додо Клуб. Национальная команда по регби практически полностью состоит из белых, хотя она является единственной командой острова, играющей в этом виде спорта».
Регби переживал период упадка до 1998 года, когда клуб Stags был воссоздан и, таким образом, возродилась мысль о том, что регби имеет место в современном маврикийском обществе.